# Monk (stanice metra v Montréalu)
Monk je v pořadí druhá z celkem 27 stanic zelené linky montrealského metra (Angrignon – Honoré-Beaugrand), jejíž celková délka je 22,1 km. Od předchozí stanice je vzdálena Angrignon 844,29 metrů a od následující stanice Jolicoeur 1 062,85 metrů. Stanice se nachází v hloubce 18,3 m, což z ní činí 18. nejhlouběji umístěnou stanici montrealského metra.
Stanice se nachází v západní části montrealského městského obvodu (francouzsky arrondissement)) Le Sud-Ouest Byla otevřena 3. září 1978.
Stanice má dva východy:
- Monk Nord (Monk Sever)
- Monk Sud (Monk Jih)

Oba východy se nacházejí na křižovatce boulevardu Monk a ulice Allard.
Prvních osm stanic směrem od stanice Angrignon včetně stanice Monk bylo dáno do provozu v roce 1978 a jde tedy o služebně nejmladší část zelené linky. Nejstarší (středová) část linky (od stanice Atwater až po Frontenac, celkem 10 stanic) byla zprovozněna v roce 1966 a zbylá (nejsevernější) část (od stanice Préfontaine až po stanici Honoré-Beaugrand, celkem 9 stanic) v roce 1976.